# Saint-Babel

Saint-Babel este o comună în departamentul Puy-de-Dôme, Franța. În 1 ianuarie 2022 avea o populație de 942 de locuitori.